# يوهان هاينريش شولتسه
يوهان هاينريش شولتسه (بالألمانية: Johann Heinrich Schulze)‏ (و. 1687 – 1744 م) هو كيميائي، وفيزيائي، وأستاذ جامعي، وعالم عملات من ألمانيا . وكان عضواً في الأكاديمية الروسية للعلوم، والأكاديمية البروسية للعلوم .
توفي في هاله (سكسونيا-أنهالت)، عن عمر يناهز 57 عاماً.

## التعليم
تعلم في جامعة هاله

## مناصب وهيئات
أدار جامعة هاله.

## روابط خارجية
- يوهان هاينريش شولتسه على موقع الموسوعة البريطانية (الإنجليزية)